# Scutia myrtina
Espèce
Classification phylogénétique
Le Bois de Sinte, ou Scutia myrtina, est une espèce de plantes à fleurs de la famille des Rhamnaceae. Il est originaire des îles de l'Océan Indien (Madagascar, Maurice, La Réunion, Seychelles).
Sa particularité est de pousser sous forme de liane lorsqu'il se trouve en sous-bois, alors qu'il adopte plutôt une forme buissonnante s'il se trouve dans un milieu plus ouvert.
Ses feuilles de 5 à 12 mm de long sont persistantes sur des rameaux garnis d'épines ; sa floraison, en grappes de couleur blanc-crème est assez insignifiante.

## Étymologie
- myrtina : parce que ses feuilles ressemblent à celles de la Myrte

## Toponymie
Il a laissé son nom à un quartier de la ville de Saint-Pierre, Terre Sinte devenu par la suite Terre Sainte.